# Can Moixo
Can Moixo és un edifici de Centelles (Osona) inclòs a l'Inventari del Patrimoni Arquitectònic de Catalunya.

## Descripció
Compta amb una portalada de notables dimensions. Dues pedres fan de base i sobresurten cap a dins. Als laterals les pedres es disposen de manera desigual.
A la part superior, una gran llinda porta la següent inscripció: "Ioan Pujalt Ioseph Pv J. Alt Anno 1709" i dos petits motius florals.
La cantonera de les pedres laterals fa un tall vertical rectilini.

## Història
És una de les cases més antigues de les que es troben al llarg del carrer Jesús que, com les altres, es va edificar al llarg del segle xviii.